# Rousseaceae
Rousseaceae je malá čeleď vyšších dvouděložných rostlin z řádu hvězdnicotvaré (Asterales). Jsou to dřeviny se vstřícnými nebo přeslenitými listy a pravidelnými květy, rozšířené v počtu 13 druhů v australasijské oblasti od Nové Guiney po Nový Zéland. Jednotlivé rody této čeledi byly v minulosti povětšině řazeny do různých čeledí.

## Popis
Rousseaceae jsou keře, stromy a liány se vstřícnými nebo přeslenitými, zubatými listy. Květy jsou 4 až 6četné, pravidelné, jednotlivé (Roussea) nebo v latovitých květenstvích. Semeník je srostlý ze 3 až 7 plodolistů. Plodem je bobule nebo tobolka.

## Rozšíření
Čeleď zahrnuje 13 druhů a 4 rody, z nichž 2 jsou monotypické. Je rozšířena na ostrově Mauricius (Roussea) a v oblasti od Nové Guiney po severovýchodní Austrálii a Nový Zéland.

## Ekologické interakce
Druh Roussea simplex je opylován vzácným druhem ještěrky Phelsuma cepediana, lákaným hojným nektarem.

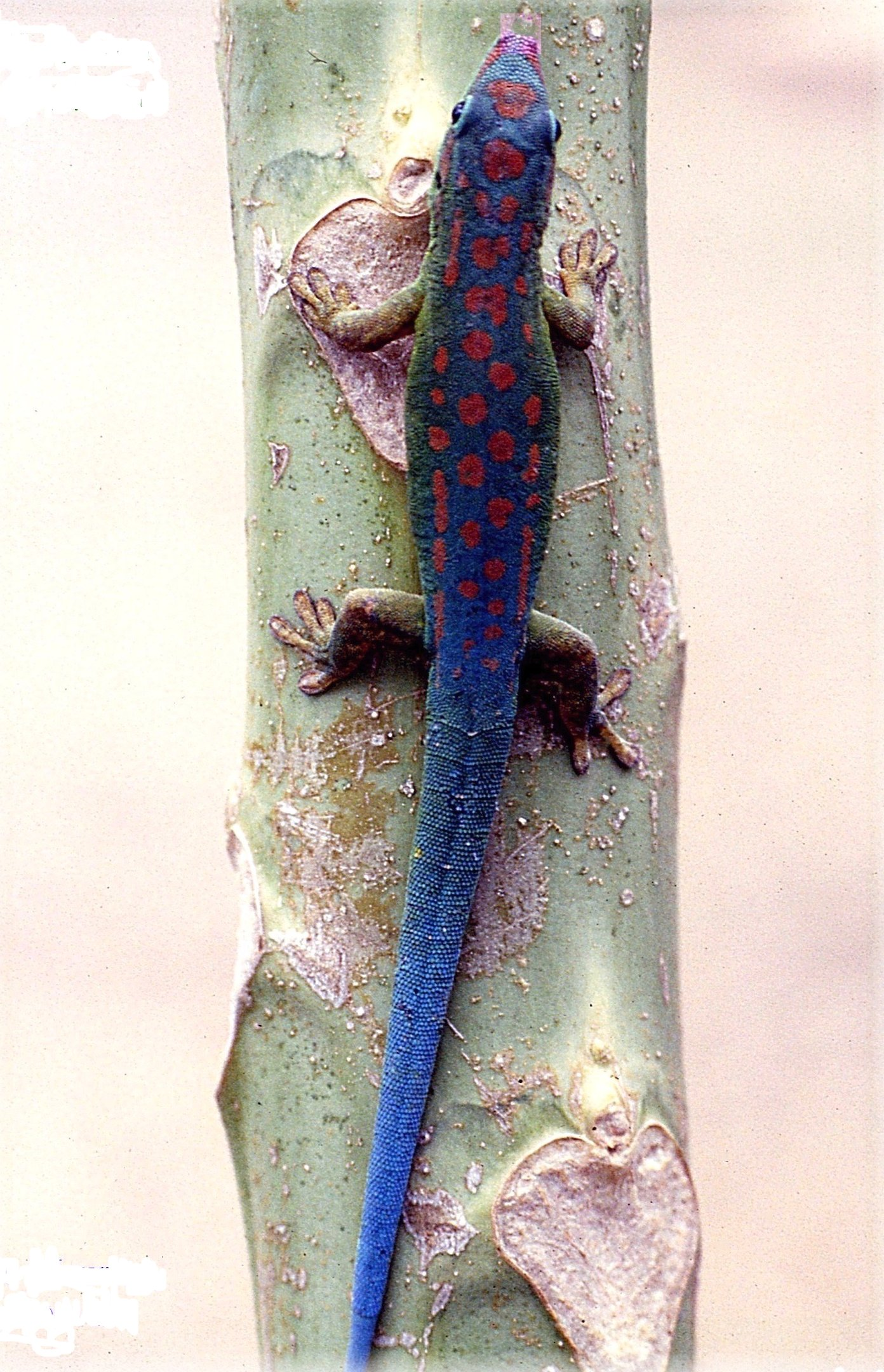
Ještěrka Phelsuma cepediana, opylovač rostliny Roussea simplex

## Taxonomie
Rody byly v minulosti řazeny do různých jiných čeledí, jako jsou zábludovité (Escalloniaceae), rybízovité (Grossulariaceae), Brexiaceae aj. Tachtadžjan řadil Rousseaceae do řádu Brexiales v rámci nadřádu Celastranae, v Cronquistově ani Dahlgrenově systému čeleď nefiguruje.
Podle současných taxonomických studií je čeleď Rousseaceae sesterskou větví čeledi zvonkovité (Campanulaceae).

## Přehled rodů
Abrophyllum, Carpodetus, Cuttsia, Roussea

## Význam
Roussea simplex, rostoucí pouze na ostrově Mauricius, je silně ohroženou rostlinou. Jsou známy pouze 2 malé populace čítající okolo 85 rostlin.